# Dorsa di Fobos
Segue una lista dei dorsa presenti sulla superficie di Fobos. La nomenclatura di Fobos è regolata dall'Unione Astronomica Internazionale; la lista contiene solo formazioni esogeologiche ufficialmente riconosciute da tale istituzione.
I dorsa di Fobos portano i nomi di astronomi che hanno contribuito a descrivere le caratteristiche di questa luna, per le denominazioni decise nel 1973 e nel 2011, e di personaggi e luoghi de I viaggi di Gulliver di Jonathan Swift per quelle successive al 2006.

## Prospetto
| Dorsum        | Eponimo                                                                                            | Latitudine | Longitudine | Diametro |
| ------------- | -------------------------------------------------------------------------------------------------- | ---------- | ----------- | -------- |
| Kepler Dorsum | Giovanni Keplero - Scienziato tedesco autore delle leggi che descrivono il moto dei corpi celesti. | 45° S      | 356° W      | 15 km    |